# Distrito de Rewa
Rewa (en hindi; रीवा जिला) es un distrito de la India en el estado de Madhya Pradesh. Código ISO: IN.MP.RE.
Comprende una superficie de 6 314 km². El centro administrativo es la ciudad de Rewa.

## Demografía
Según censo 2011 contaba con una población total de 2 363 744 habitantes, de los cuales 1 138 826 eran mujeres y 1 224 918 varones.

## Geografía de Rewa
El distrito de Rewa, situado en el noreste de Madhya Pradesh, situado en el corazón de la India, tiene forma de triángulo, o el distrito es una zona marginal de Madhya Pradesh. Este distrito está situado en la parte noreste del estado de Madhya Pradesh, aproximadamente entre 24,18 grados y 25,12 grados de latitud norte y 81,02 grados a 82,20 grados de longitud este. Los distritos de Prayagraj y Banda de Uttar Pradesh están ubicados en la región norte del distrito de Rewa y el distrito de Mirzapur está ubicado en la región este-norte. Shahdol está situado en el sur de Rewa y el distrito Satna de la división de Rewa está situado en el oeste. Mientras que en el sureste hay distritos llamados Sidhi y Singlauri.
La longitud máxima del distrito de Rewa de este a oeste es de 125 km y la longitud de Rewa de norte a sur es de 96 km. Esta zona está rodeada por las colinas de Kaimur en el sur y las cordilleras de Vindhyachal pasan por el centro del distrito.

## área de rewa
El área de todo el distrito es de 628705 kilómetros cuadrados. Que es el 1,42 por ciento del área de todo Madhya Pradesh. En el distrito de Rewa hay 66.625 hectáreas de tierra rodeadas de montañas y el resto se utiliza con fines agrícolas. El distrito de Rewa está situado a una altitud máxima de 980 pies sobre el nivel del mar. La posición geográfica del distrito de Rewa se muestra en términos generales en la siguiente tabla.

## Divisiones
El distrito Rewa está dividido en 10 tehsils llamados: Mangava, Naigarhi, Sirmaur, Jawa, Teonthar, Gurh, Hanumana, Hujur, Raipur Karchulian y Mauganj. La ciudad de Rewa está en el tehsil Hujur.

### Localidades
- Chachai
- Dabhaura